# Martin Lawrence
Martin Fitzgerald Lawrence (Frankfurt am Main, Alemanya, 16 d'abril del 1965) és un actor còmic i cineasta estatunidenc. Es feu molt famós els anys 1990, amb la seva carrera a Hollywood com a actor protagonista de moltes pel·lícules com, per exemple, House Party, Bad Boys, Blue Streak, Life, Big Momma's House i A Thin Line Between Love & Hate.

## Biografia
Martin Lawrence va néixer a Frankfurt, Hessen, Alemanya, on el seu pare, John Lawrence, servia a l'exèrcit dels Estats Units. És germà de Rae Proctor, Ursula Lawrence i Robert Lawrence. Els seus pares li van posar el nom de Martin per Martin Luther King, i el seu segon nom pel president John Fitzgerald Kennedy.
Després del divorci dels seus pares el 1973, Lawrence rarament es veia amb el seu pare, el qual treballava com a oficial de policia en aquell temps. La seva mare, Chlora, va començar a treballar en diversos treballs per tal de poder mantenir a la seva família.
Durant la seva etapa adolescent va viure a Maryland, on va destacar en la boxa. També va formar part de l'Escola d'arts Creatives i Escèniques Thomas G. Pullen, formant-se com a actor.

## Trajectòria Artística
Lawrence es va traslladar a viure a Denver, on va trobar el seu camí en el club de la comèdia de Kings Wood. Poc després d'aparèixer en aquest club, va aconseguir un paper en Star Search, un programa de televisió dels Estats Units. Observant el rendiment de Lawrence, els respectius executius de Columbia TriStar Television li van oferir el paper per interpretar al personatge de Maurice a la sèrie de televisió What’s happening Now!! Aquest va ser el seu primer treball de qualitat com a actor professional. Un cop cancel·lat aquest programa, Lawrence va anar aconseguint altre papers poc importants en diverses pel·lícules i programes de televisió.
El seu primer paper important va ser com a Cee en la pel·lícula de Spike Lee Do the Right Thing, així com altres papers com en la sèrie de House Party i Boomerang d'Eddie Murphy. Durant aquest període, Russell Simmons el selecciona com amfitrió de la innovadora sèrie Def Comedy Jam de HBO.
Durant la seva estada a Def Comedy Jam, Lawrence va aparèixer en la seva pròpia sèrie d'èxit, Martin, estrenada en la FOX. El programa es va desenvolupar des de 1992 fins al 1997, obtenint doncs, un èxit important. Va ser invitat al conegut programa Saturday Night Live el 19 de febrer de 1994, on va fer alguns comentaris una mica grollers referint ‘se als genitals femenins i la respectiva higiene personal. El monòleg va ser completament editat per la NBC, i a Lawrence se li va prohibir l'assistència a l'espectacle de per vida. Martin va aconseguir col·locar a la FOX com una de les productores més competidores envers la NBC, i la va aproximar encara més a ser considerada un dels principals canals de televisió.
Després del final de Martin, Lawrence, va trobar força feina en pel·lícules de comèdia. Sovint, interpretava a personatges principals conjuntament a Eddie Murphy, Will Smith i Tim Robbins. Molts dels seus films van tenir un increïble èxit, incloent Boomerang, la saga de Dos policies Rebeldes, De ladrón a policía i Big Momma’s House entre d' altres, encara que també va patir algun fracàs en taquilla com pot ser Caballero Negro i Seguridad Nacional. En qualsevol cas, el seu sou ha augmentat constantment fins a arribar als 10 milions de dòlars per paper interpretat.
Actualment, continua treballant en el cine.

## Filmografia
| Any  | Pel·lícula                                                | Paper                              | Notes                                                                       |
| ---- | --------------------------------------------------------- | ---------------------------------- | --------------------------------------------------------------------------- |
| 1989 | Do the Right Thing                                        | Cee                                |                                                                             |
| 1990 | House Party                                               | Bilal                              |                                                                             |
| 1991 | Talkin' Dirty After Dark                                  | Terry Wilson                       |                                                                             |
| 1991 | House Party 2                                             | Bilal                              |                                                                             |
| 1992 | Boomerang                                                 | Tyler Hawkins                      |                                                                             |
| 1994 | You So Crazy                                              | Himself                            | Productor executiu i guionista                                              |
| 1995 | Bad Boys                                                  | Detectiu Marcus Burnett            |                                                                             |
| 1996 | A Thin Line Between Love and Hate                         | Darnell Wright                     | També director Narrador, productor executiu, guionista i supervisor musical |
| 1997 | Nothing to Lose                                           | Terrence "T-Paul" Paul Davidson    |                                                                             |
| 1999 | Life                                                      | Claude Banks                       |                                                                             |
| 1999 | De lladre a policia (Blue Streak)                         | Miles Logan/Detective Malone       |                                                                             |
| 2000 | Big Momma's House                                         | Malcolm Turner/Big Momma           | També productor executiu                                                    |
| 2001 | Què més pot passar? (What's the Worst That Could Happen?) | Kevin Caffrey                      | També productor executiu                                                    |
| 2001 | Black Knight                                              | Jamal Walker/Skywalker             | També productor executiu                                                    |
| 2002 | Martin Lawrence Live: Runteldat                           | Himself                            | També productor executiu i guionista                                        |
| 2003 | Seguretat nacional (National Security)                    | Earl Montgomery                    | També productor executiu                                                    |
| 2003 | Dos policies rebels 2 (Bad Boys II)                       | Detectiu Marcus Burnett            |                                                                             |
| 2005 | Rebound                                                   | Coach Roy McCormick Preachor Don   | També productor executiu                                                    |
| 2006 | Big Momma's House 2                                       | Malcolm Turner/Big Momma           | També productor executiu                                                    |
| 2006 | Open Season                                               | Boog                               | Veu                                                                         |
| 2007 | Wild Hogs                                                 | Bobby Davis                        |                                                                             |
| 2008 | Welcome Home Roscoe Jenkins                               | Dr. RJ Stevens/Roscoe Jenkins, Jr. |                                                                             |
| 2008 | College Road Trip                                         | Cap James Porter                   |                                                                             |
| 2010 | Death at a Funeral                                        | Ryan Barnes                        |                                                                             |
| 2011 | Big Mommas: Like Father, Like Son                         | Malcolm Turner/Big Momma           |                                                                             |
| 2015 | Bad Boys III                                              | Marcus Burnett                     |                                                                             |

## Discografia
- Martin Lawrence Live Talkin' Shit (1993)
- Funk It (1995)

## Televisió
- What's Happening Now!! (1987-1988)
- A Little Bit Strange (1989)
- Hammer, Slammer, & Slade (1990)
- Private Times (1991)
- Martin (1992-1997)
- Def Comedy Jam (1992-1993)
- Partners (2014)